# 鹿児島市立明和小学校
　鹿児島市立明和小学校（かごしましりつ めいわしょうがっこう）は、鹿児島県鹿児島市明和二丁目にある市立小学校。

## 概要
鹿児島市の中部にある小学校であり、明和の中央部に鹿児島市立明和中学校と隣接して所在している。 現在（令和６年４月６日）では，１７学級（特別支援学級を含む），児童数３７７名 が在籍している。
　明和小学校の金管バンドは 第38回全日本小学校バンドフェスティバルにおいて18人という少ないなか金賞を受賞した。

## 学校紹介[3]

### 教育目標
人権尊重の精神に立ち，自ら学び，心豊かで心身ともにたくましい児童を育成する。

### キャッチフレーズ
明るいあいさつ，読書と花いっぱいの学校

### 学校経営方針
信頼と和に支えられた温かい人間関係を基盤に，本校のもつ伝統と校風を大切にし，児童，保護者，地域に信頼される学校，責任を果たす学校づくりに努め，教職員と児童が一体となった活力に満ちた特色ある学校，魅力ある学校づくりを推進する。

### 目指す子供像
１　明るく，礼儀正しい子ども（礼儀正しく）
２　健康で，粘り強く頑張る子ども（たくましく）
３　よく考え，進んで行動する子ども（かしこく）
４　思いやりをもって，仲良く助け合う子ども（心やさしく）
【礼儀正しく，たくましく，かしこく，心やさしく】

### 目指す教師像
１　日常の教育実践を大切にする教師（実践的指導力）
２　自己研鑽，共同研修に熱意を燃やす教師（専門的な力量）
３　子どもを愛し，教育に生きがいを求める教師（教育愛と情熱）
４　社会に信頼される良識ある教師（豊かな人間性）
【教児同行・資質の向上】

## 沿革
- 1974年（昭和49年） - 原良小学校より校区の一部を分離され原良団地に開校
- 1983年（昭和58年） - 創立10周年記念式典
- 1993年（平成5年） - 創立20周年記念式典
- 2003年（平成15年） - 創立30周年記念式典
- 2023年（令和5年）-創立50周年記念式典

## 通学区域
明和一丁目から五丁目の全域、及び小野地区。

## 少年団・金管バンド
明和小学校では4つの少年団と金管バンドがある。これらの活動では明和小学校以外の小学校から来ている児童も在籍している。（令和5年8月28日現在）
- サッカー
- ソフトボール
- ミニバスケット
- バドミントン
- 金管バンド

## 小中一貫化問題
近年、生徒数が減少傾向にある明和小学校では同じように生徒数が減少している鹿児島市立明和中学校との小中一貫化の議論が明和まちづくり協議会と小中学校の間で議論が交わされている。

## 50周年事業
明和小学校は令和5年に創立50周年を迎えた。そのため、明和小学校PTAを中心に50周年記念事業が実施された。

### 航空写真・全校生徒集合写真撮影
ドローンを用いて航空写真、全校生徒集合写真を撮った後、学級写真を撮った。（令和5年5月17日）

### 明和小学校オリジナルキャラクター
明和小学校の児童に夏休みを通してオリジナルキャラクターのデザインを公募した。その結果、明和小学校オリジナルキャラクターが「めいた」になった。

### バルーンリリース
学校創立５０周年記念第５０回運動会で実行委員会の計らいとして全校生徒が1人ずつバルーンリリースをした。

### 芸術鑑賞会
明和小学校の体育館に鹿児島県警音楽隊がさまざまな曲を約2時間程、実際に演奏した。

### 50年前の給食
給食の時間に50年前の児童が実際に食べていた給食を再現し提供した。献立は、コッペパンとさつまいも、うどん。

### 創立50周年記念式典
明和小学校の体育館で実施された。また、明和小学校出身の東京五輪女子ソフトボール金メダリストの川畑瞳選手が来校し、本物の金メダルを児童に触れさせた。また、記念品として実行委員会からグランドピアノが寄贈された。